# Миронов, Тихон Петрович
Тихон Петрович Миронов (1901, Кечушево, Симбирская губерния — 1938, Саранск) — первый эрзянский учёный, кандидат наук, лингвист, эрзянский языковед.

## Биография
Родился в 1901 году в крестьянской семье в селе Кечушево. Окончил с отличием Ардатовскую гимназию. В 1927—1928 годах участвовал в лингвистических экспедициях АН СССР под руководством Д. В. Бубриха. Окончил ЛИЛИ и аспирантуру при нём (1932). С 1932 преподаватель эрзянского языка Мордовского педагогического института. Одновременно работал научным сотрудником НИИМК, откуда уволен в 1933 году за «искажение» решений 1-й языковой конференции, через год восстановлен в институте.
Первый из мордовских языковедов — кандидат филологических наук. В 1936 году защитил диссертацию на тему «Теньгушевский (шокша) диалект как результат скрещения эрзянского и мокшанского языков на эрзянской основе». Вместе с А. П. Рябовым и другими разрабатывал единые нормы для мокшанского и эрзянского языков; под руководством Миронова составлен «Диалектологический атлас мордвы (эрзя и мокша) языков». В июне 1937 года был арестован. Обвинен в принадлежности к «мордовскому правотроцкистскому буржуазно-националистическому блоку», в «шпионаже в пользу Финляндии».
Спустя год осуждён и 23 мая 1938 года расстрелян в Саранске. Реабилитирован в 1956 году.

## Сочинения
- О диалектологическом атласе // Изв. НИИМК. — Саранск, 1935. — Кн 1.
- Об одном из важнейших принципов классификации эрзя-мордовских диалектов // Изв. НИИМК. — Саранск, 1935. — Кн 1.
- Теньгушевский диалект как результат скрещения. — Саранск, 1936.